# Daniel Wilken
Daniel Wilken (* 27. Juli 1989 in Köln) ist ein ehemaliger deutscher Schauspieler. 

## Werdegang
2009 machte Wilken sein Abitur an der Freien Waldorfschule in Köln, wo er zuvor bereits an mehreren Theateraufführungen mitwirkte. Seine bislang größte Rolle verkörperte er als Daniel Gutenberg, eine der Hauptrollen in der Fernsehserie Das Haus Anubis. Sie wurde vom 29. September 2009 bis zum 4. Mai 2012 sowohl auf dem Kindersender Nickelodeon als auch auf dem Musiksender VIVA ausgestrahlt. und umfasste zunächst eine Staffel mit 114 Folgen. Insgesamt war er in 364 Folgen als Hauptdarsteller zu sehen. Zwischenzeitlich nahm er auch 2010 an der Aktion Nickelodeon Weltbeschützer teil. 2012 verkörperte er in dem Kinofilm der Serie Das Haus Anubis – Pfad der 7 Sünden ebenfalls die Hauptrolle des Daniel Gutenberg.
Von 2012 bis 2019 absolvierte Wilken ein Architekturstudium an der RWTH Aachen und gründete im Anschluss mit einem Partner ein Architekturbüro in Aachen.

## Filmografie
- 2009–2012: Das Haus Anubis (Fernsehserie)
- 2010: Nickelodeon Weltbeschützer
- 2012: Das Haus Anubis – Pfad der 7 Sünden